# Estado Soberano de Boiacá

Estado Soberano de Boiacá em 1865

O Estado Soberano de Boiacá (Boyacá) foi uma divisão administrativa e territorial dos Estados Unidos de Colômbia. O ente territorial, criado em 15 de junho de 1857 com o nome de Estado Federal de Boiacá, foi oficialmente reconhecido como Estado da Federação na constituição nacional de 1858, e finalmente denominado Soberano na constituição nacional de 1863.  O estado subsistiu até o 7 de setembro de 1886 quando entra em rigor a Constituição política colombiana de 1886 e passa a se chamar Departamento de Boiacá.

## História
Durante a primeira independência de Colômbia, a Província de Tunja já se tinha declarado estado soberano e independente. Dita província foi logo integrante da Grande Colômbia como parte do Departamento de Boiacá; uma vez que se desintegrou dita nação a Província de Tunja fez parte da República da Nova Granada, com o mesmo território de 1810; em 1832 foram-lhe segregadas as regiões ocidentais para formar com elas a Província de Vélez, e mais tarde em 1851 lhe foi segregada a parte oriental com a qual se formou a Província de Tundama.

## Geografia

### Limites
Boyacá limitava ao norte com a república de Venezuela e o estado de Santander, ao leste com Venezuela, ao sul com o estado de Cundinamarca, e ao oeste com os de Antioquia e Santander. Estes limites eram semelhantes aos que possuíam as províncias de Casanare e Tunja em 1810.